# Nationalisme baloutche

Drapeau utilisé par la majorité des nationalistes et séparatistes baloutches.

Le nationalisme baloutche (en baloutchi : بلۏچی راجدۏستی, en ourdou : بلوچ قوم پرستی, en persan : ناسیونالیسم بلوچ) est une idéologie affirmant que le peuple baloutche forme une nation distincte. Les origines du nationalisme baloutche moderne, associées aux guerres baloutches impliquant diverses organisations militantes, remontent à la période de la partition des Indes et de l'indépendance du Pakistan, lorsque Kalat, le plus grand État baloutche princier, a adhéré au Dominion du Pakistan.

## Ethnie baloutche et nationalisme
Le nationalisme baloutche est surtout populaire dans le sud et l'est du Baloutchistan.
Les revendications du mouvement nationaliste baloutche vont du renforcement des droits culturels, économiques et politiques à l'autonomie politique, à la sécession pure et simple et à la création d'un État indépendant du Baloutchistan. Le mouvement est laïc et fortement influencé par l'idéologie marxiste de gauche, comme ses homologues dans d'autres parties du Pakistan.
Le mouvement prétend recevoir un soutien considérable de la diaspora baloutche à Oman, aux Émirats arabes unis, en Suède, en Norvège et dans d'autres pays. Le Pakistan a affirmé à maintes reprises que les nationalistes baloutches avaient reçu des fonds de l'Inde, bien que ces allegations aient été niées par l'Inde. De même, l'Afghanistan a reconnu soutenir secrètement les militants nationalistes baloutches. Dans les années 1960 et 1970, le pays a fourni un sanctuaire aux militants baloutches. Il a établi des camps d'entraînement à Kandahar pour former des militants baloutches et leur fournir des armes et des munitions,.

## Nationalisme baloutche moderne
Le nationalisme baloutche dans sa forme moderne commence sous la forme de l'Anjuman-e-Ittehad-e-Balochan (en français : Société pour l’unité des Baloutches et du Baloutchistan) basée à Mastung en 1929, dirigée par Yousaf Aziz Magsi, Abdul Aziz Kurd et d'autres. En novembre 1929, Yousaf Aziz Magsi publie un article énonçant les objectifs du groupe, à savoir :
1. L'unification et indépendance du Baloutchistan ;
2. Un système démocratique et socialiste guidé par l'universalisme islamique ;
3. L'abolition du système sardar-jirga ;
4. L'éducation gratuite et obligatoire pour les Baloutches et l'égalité pour les femmes baloutches ;
5. La promotion de la culture baloutche[7],[6].

Simultanément à la formation de l'Anjuman, les intellectuels baloutches de Karachi forment une organisation nationaliste, la Ligue baloutche.
En février 1937, l'Anjuman se réorganise et devient le Parti national de l'État de Kalat, poursuivant son programme politique d'un État indépendant et unifié du Baloutchistan. Ils exigent l'indépendance de l'ancien khanat de Kalat, qui a ensuite été incorporé au Pakistan en 1955. Le parti est dominé par des éléments laïques, anti-impérialistes et populistes, tels que Ghaus Bakhsh Bizenjo, Mir Gul Khan Naseer et Abdul Aziz Kurd. Lors des élections législatives tenues dans l'État de Kalat, le parti remporte le plus grand nombre de sièges avec une majorité considérable.
En 2017, l'Organisation baloutche mondiale installe des publicités sur les taxis londoniens pour indiquer #FreeBalochistan, ainsi que des slogans tels que « Stop aux disparitions forcées » et « Sauvez le peuple baloutche ». Ils ont d'abord été autorisés, mais plus tard refusés par Transport for London. L'Organisation baloutche mondiale affirme que cela résultait des pressions exercées par le gouvernement pakistanais après que le haut-commissaire britannique à Islamabad eut été convoqué par le ministre pakistanais des Affaires étrangères.

## Sondages
The News International rapporte en 2012 qu'une organisation de sondage locale Gallup avait mené un sondage, qui révélait que la majorité des Baloutches ne soutenaient pas l'indépendance de la province du Pakistan. Environ 37 % des Baloutches étaient en faveur de l'indépendance. Parmi les Pachtounes du Baloutchistan, le soutien à l'indépendance était encore plus faible (12 %). Toutefois, une majorité (67 %) de la population du Baloutchistan était favorable à une plus grande autonomie provinciale,.
Une enquête réalisée en 2009 par le Pew Research Center révèle que 58 % des personnes interrogées au Baloutchistan ont choisi « Pakistanais » comme principal mode d'identification. 32% ont choisi leur origine ethnique et 10 % ont choisi les deux à égalité.